# Kebayoran Baru
Kebayoran Baru è un sottodistretto (in indonesiano: kecamatan) di Giacarta Meridionale, che a sua volta è una suddivisione di Giacarta, la capitale dell'Indonesia.

## Suddivisioni
Il sottodistretto è suddiviso in dieci villaggi amministrativi (in indonesiano: kelurahan):
- Selong
- Gunung
- Kramat Pela
- Gandaria Utara
- Cipete Utara
- Pulo
- Melawai
- Petogogan
- Rawa Barat
- Senayan